# Isaak Luria
Isaak ben Salomon Luria, poznat i kao Isaak Aškenazi (hebr. יִצְחַק לוּרְיָא) (Jeruzalem, 1534. – Safed, 15. srpnja 1572.), židovski kabalist, mistik i pjesnik. Djelovao je u Egiptu i Palestini. Isprva je djelovao kao mistični pjesnik, a poslije je proučavao kabalu i osnovao tzv. lurijansku kabalu, kojom je utjecao na razvoj kasnije židovske filozofske i religijske misli. Njegovo učenje zapisao je učenik Hajim vital.